# Johan Nyqvist
Johan Nyqvist, född 12 november 1820 i Vasa, död 16 november 1887 på Ingaryd i Rogberga socken, var en svensk apotekare.
Johan Nyqvist var son till stadsnotarien Gustaf Nyqvist. Efter faderns död följde han sin mor till Stockholm 1833, blev efter skolgång där apotekselev 1838 och avlade farmacie studiosiexamen 1842 samt apotekarexamen 1846. Han tjänstgjorde vid apotek ett par år och undervisade därefter till 1862 i kemi farmaci i Stockholm, varutöver han periodvis föreläste i kemi vid Svenska slöjdföreningens skola och var amanuens vid Kontrollverket. Under denna tid anordnade han brunnsdrickning i Humlegårdens rotunda, där han blev känd som en rolig karaktär. Nyqvist innehade 1862–1872 apoteket Phoenix i Nyköping och från 1872 till sin död apoteket Hjorten i Lund. För sjukdom var an tjänstledig från 1875. Förutom några farmaceutiska skrifter utgav han Populär kemi (del 1, 1870) och redigerade tillsammans med C. J. Waller Farmaceutisk tidskrift 1861–1863. Nyqvist var en sällskapsmänniska, och generöst understöd av sina vänner gick med tiden ut över hans ekonomi, och han flyttade då till Småland.